# Without You (Badfinger-Lied)
Without You ist ein Lied der britischen Gruppe Badfinger, das am 9. November 1970 auf deren Album No Dice erschien. Geschrieben wurde es von den Bandmitgliedern Peter Ham und Thomas Evans. Ein anderer Song gleichen Titels war in den 1950er Jahren ein Hit für Eddie Fisher und 1961 für Johnny Tillotson gewesen. Größere Bekanntheit erlangte das Stück durch die Coverversionen von Harry Nilsson und Mariah Carey, die zu Nummer-eins-Hits avancierten.

## Harry-Nilsson-Version
Einer Anekdote des amerikanischen Musikjournalisten Fred Bronson zufolge hörte Harry Nilsson das Lied, als er mit einem Freund Schallplatten anhörte. Am nächsten Tag rief Nilsson seinen Freund an, um sich nach dem Interpreten zu erkundigen, mutmaßend, es müsse doch ein Beatles-Titel gewesen sein. 15 Leute suchten daraufhin erfolglos, ehe jemand auf den richtigen Namen „Badfinger“ kam. Ein erneutes Anhören verlief zwar enttäuschend für Nilsson, sein Produzent Richard Perry bestärkte ihn jedoch in seinem Wunsch, den Song in einer eigenen Fassung aufzunehmen.
Nilssons Version von Without You erschien 1971 auf dem Album Nilsson Schmilsson mit Gary Wright am Klavier, Klaus Voormann am Bass und Chris Spedding an der Gitarre. Das Album wurde Nilssons größter kommerzieller Erfolg, erreichte in den US-amerikanischen Billboard 200 Platz 3 und platzierte sich 46 Wochen in den Charts. Der Song Without You avancierte zum Nummer-eins-Hit in Großbritannien und den Vereinigten Staaten, wo er sich vier Wochen an der Spitze der Charts halten konnte und für über eine Million verkaufte Einheiten eine Goldene Schallplatte bekam. 1973 erhielt Nilsson für Without You einen Grammy in der Kategorie „Beste männliche Gesangsdarbietung – Pop“. Der Melody Maker kürte das Stück zur Platte des Jahres 1972.
Nilsson nahm unter dem Titel Si no estás tú auch eine spanischsprachige Version des Liedes auf, die 1972 in Spanien erschien und auf Neuveröffentlichungen von Nilsson Schmilsson als Bonustrack inkludiert ist.
| ChartsChartplatzierungen       | Höchstplatzierung | Wochen |
| ------------------------------ | ----------------- | ------ |
| Deutschland (GfK)              | 12 (25 Wo.)       | 25     |
| Vereinigte Staaten (Billboard) | 1 (19 Wo.)        | 19     |
| Vereinigtes Königreich (OCC)   | 1 (33 Wo.)        | 33     |

| ChartsJahrescharts (1972)      | Platzierung |
| ------------------------------ | ----------- |
| Vereinigte Staaten (Billboard) | 4           |
| Vereinigtes Königreich (OCC)   | 4           |

Auszeichnungen für Musikverkäufe

| Land/Region                  | Auszeichnungen für Musikverkäufe (Land/Region, Auszeichnung, Verkäufe) | Verkäufe  |
| ---------------------------- | ---------------------------------------------------------------------- | --------- |
| Vereinigte Staaten (RIAA)    | Gold                                                                   | 1.000.000 |
| Vereinigtes Königreich (BPI) | Silber                                                                 | 200.000   |
| Insgesamt                    | 1× Silber · 1× Gold ·                                                  | 1.200.000 |

## Mariah-Carey-Version
Mariah Careys Coverversion erschien auf ihrem Album Music Box, das sich acht Wochen an der Spitze der US-Albumcharts hielt. Without You wurde zu ihrem größten Charthit in Europa, wo es 1994 in Deutschland, Österreich, der Schweiz und Großbritannien die Hitparaden anführte.
| ChartsChartplatzierungen       | Höchstplatzierung | Wochen |
| ------------------------------ | ----------------- | ------ |
| Deutschland (GfK)              | 1 (34 Wo.)        | 34     |
| Österreich (Ö3)                | 1 (24 Wo.)        | 24     |
| Schweiz (IFPI)                 | 1 (33 Wo.)        | 33     |
| Vereinigte Staaten (Billboard) | 3 (23 Wo.)        | 23     |
| Vereinigtes Königreich (OCC)   | 1 (14 Wo.)        | 14     |

| ChartsJahrescharts (1994)      | Platzierung |
| ------------------------------ | ----------- |
| Deutschland (GfK)              | 1           |
| Österreich (Ö3)                | 1           |
| Schweiz (IFPI)                 | 1           |
| Vereinigte Staaten (Billboard) | 16          |
| Vereinigtes Königreich (OCC)   | 7           |

Auszeichnungen für Musikverkäufe

| Land/Region                  | Auszeichnungen für Musikverkäufe (Land/Region, Auszeichnung, Verkäufe) | Verkäufe  |
| ---------------------------- | ---------------------------------------------------------------------- | --------- |
| Australien (ARIA)            | 2× Platin                                                              | 140.000   |
| Deutschland (BVMI)           | Platin                                                                 | 500.000   |
| Frankreich (SNEP)            | Gold                                                                   | 250.000   |
| Kanada (MC)                  | Gold                                                                   | 40.000    |
| Neuseeland (RMNZ)            | Gold                                                                   | 5.000     |
| Niederlande (NVPI)           | Platin                                                                 | 75.000    |
| Österreich (IFPI)            | Platin                                                                 | 50.000    |
| Schweiz (IFPI)               | Gold                                                                   | 25.000    |
| Spanien (Promusicae)         | Gold                                                                   | 30.000    |
| Südkorea (KMCA)              | —                                                                      | 70.367    |
| Vereinigte Staaten (RIAA)    | Platin                                                                 | 1.000.000 |
| Vereinigtes Königreich (BPI) | Platin                                                                 | 600.000   |
| Insgesamt                    | 5× Gold · 7× Platin ·                                                  | 2.795.367 |

Hauptartikel: Mariah Carey/Auszeichnungen für Musikverkäufe

## Weitere Coverversionen
Andere bekannte Coverversionen stammen von Air Supply, Heart (1978), Shirley Bassey, Timo Räisänen, Katie Melua und Chris de Burgh. In dem Zeitraum von 1970 bis 1989 konnten sich 41 Alben in den US-Albums-Charts platzieren, auf denen der Song Without You gecovert wurde.